# Glenn M. Walters

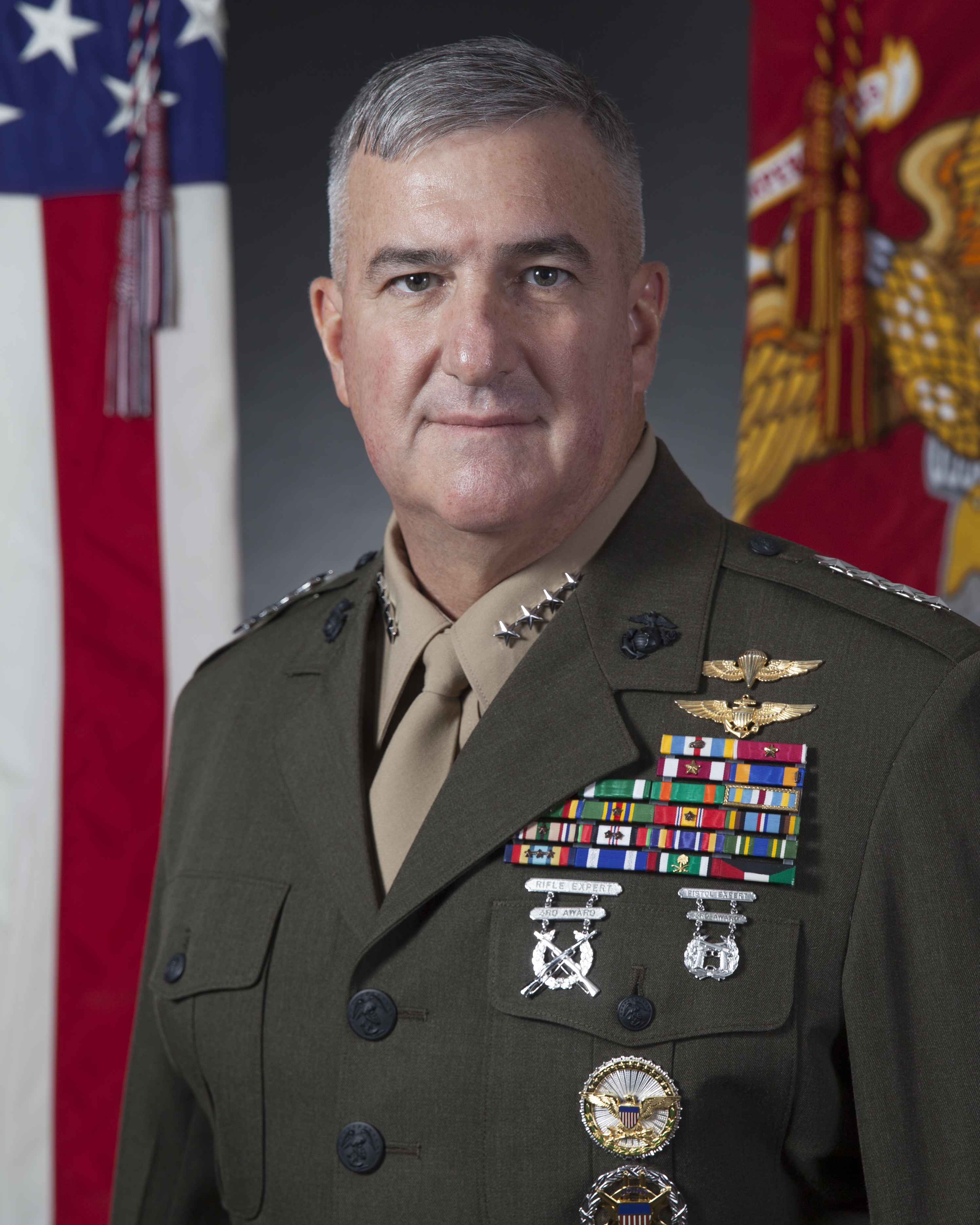
Glenn Walters (2016)

Glenn M. Walters ist ein pensionierter General des United States Marine Corps (USMC) und war zwischen dem 2. August 2016 bis April 2018 dessen stellvertretender Kommandant. Danach übernahm er als Zivilist die Leitung der Militärschule "The Citadel" in South Carolina.

## Ausbildung und Karriere
Glenn Walters begann seinen Dienst beim Marine Corps im Mai 1979 nach einem Studium der Elektrotechnik am Military College of South Carolina, das er im Rahmen eines Ausbildungsprogramms des Naval Reserve Officers Training Corps absolviert hatte.

### Dienst im Generalsrang
Im August 2008 zum Brigadegeneral befördert, diente Walters zwei Jahre als Deputy Director Resources and Assessment im Vereinigten Generalstab im Pentagon, Washington, D.C., bevor er im Juli 2010 auf die Marine Corps Air Station Cherry Point versetzt wurde, wo er den 2nd Marine Aircraft Wing kommandierte und im August des darauffolgenden Jahres zum Generalmajor ernannt wurde. Im Juni 2013 wechselte er, von da an im Range eines Generalleutnants, als Deputy Commandant of Programs and Resources des Marine Corps zurück ins Pentagon.
Am 7. Juni 2016 gab das US-Verteidigungsministerium bekannt, Präsident Barack Obama habe Walters für die Nachfolge von John Paxton als stellvertretender Kommandant des Marine Corps nominiert. Der Kongress bestätigte die Personalie am 29. Juni, Walters trat die Stellung schließlich am 2. August.

### Beförderungen
| Rang               | Datum          |
| ------------------ | -------------- |
| Second Lieutenant  | 12. Mai 1979   |
| First Lieutenant   | n/a            |
| Captain            | n/a            |
| Major              | n/a            |
| Lieutenant Colonel | n/a            |
| Colonel            | n/a            |
| Brigadier General  | August 2008    |
| Major General      | August 2011    |
| Lieutenant General | 7. Juni 2013   |
| General            | 2. August 2016 |

### Auszeichnungen
Auswahl der Dekorationen, sortiert in Anlehnung an die Order of Precedence of Military Awards:
- Defense Superior Service Medal mit Eichenlaub
- Legion of Merit mit Stern
- Meritorious Service Medal mit Stern
- Navy & Marine Corps Achievement Medal
- National Defense Service Medal mit Service Star
- Afghanistan Campaign Medal mit zwei Service Stars
- Global War on Terrorism Service Medal